# Султанат Маджиртин
Султанат Маджиртин (сомал. Saldanadda Majeerteen, араб. سلطنة مجرتين‎, иногда встречается транскрипция Муджиртин) — государство, существовавшее на Сомалийском полуострове с середины XVIII века по первую четверть XX века.
Султанат был основан в середине XVIII века выходцами из сомалийских кланов Маджертин и Дарод.
В связи с тем, что султанат контролировал район мыса Гвардафуй, где периодически происходили кораблекрушения, британское правительство заключило с султанатом неформальное соглашение: Великобритания выплачивала султану ежегодную субсидию, а султан взамен обеспечивал в случае кораблекрушения британских судов защиту экипажа и охрану груза от разграбления; официального соглашения подписано не было, так как Великобритания не хотела создавать прецедента для других европейских стран.
В середине XIX века султан Бокор Осман Махамууд был вынужден защищать свой престол от молодого амбициозного кузена Юсуфа Али Кенадида. После пяти лет борьбы Кенадид был вынужден бежать в Йемен, однако десять лет спустя, в 1870-х годах, он вернулся с отрядом наёмников и, свергнув власть клана хавийя, создал на его землях в 1878 году султанат Хобьо. Дальнейшая история Сомалийского полуострова характеризовалась соперничеством султанатов Маджиртин и Хобьо. После того, как в 1888 году султанат Хобьо перешёл под итальянский протекторат, в 1889 году султан Маджиртина Бокор Осман Махамууд также подписал с Италией договор о протекторате.

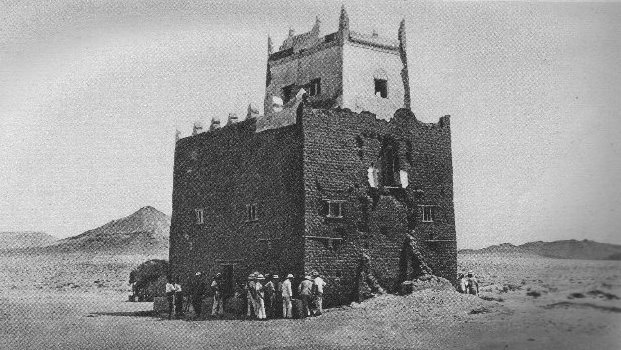
Один из маджиртинских фортов в Хафуне в начале 1900-х

В 1923 году в Итальянское Сомали прибыл новый губернатор — Чезаре Мария Де Векки. В то время Италия непосредственно управляла лишь прибрежным районом Бенадир, и Де Векки решил расширить итальянскую колониальную империю. С этой целью он превратил колониальную милицию в армию, и отправил в 1924 году разведывательную миссию на территорию султанатов (несмотря на наличие договоров, итальянцы имели мало сведений о географии формально подвластных им земель). Так как султанаты отказались разоружиться, в октябре 1925 года итальянские войска вторглись в Хобьо и в течение месяца захватили его, одновременно началась морская блокада зависевшего от морской торговли Маджиртина. Однако сомалийцы оказали яростное сопротивление и сумели отбросить итальянские колониальные войска с территории султанатов. Несмотря на прибытие войск из Эритреи в начале 1926 года итальянцы смогли переломить ситуацию в свою пользу лишь в 1927 году. К концу 1927 года султанат Маджиртин был захвачен итальянцами; Херси Бокор (сын Бокора Османа) отступил с оставшимися войсками на территорию Эфиопии, но уже был не в состоянии отвоевать свои земли.